# Marie Marguerite Bihéron
Marie Marguerite Bihéron (17 de noviembre de 1719-18 de junio de 1795) fue una anatomista francesa conocida por sus figuras de cera. A veces es nombrada incorrectamente como Marie Catherine Bihéron.

## Biografía
Nació el 17 de noviembre de 1719, hija de un apotecario de París. Estudió dibujo con la profesora Madeleine Françoise Basseporte, ilustradora en el Jardín de plantas de París. Sus figuras fueron mostradas en varias ocasiones en la Academia de Ciencias de Francia, la primera en 1759 por el cirujano Sauveur François Morand y también en 1770. En marzo de 1771 fue invitada a una presentación en la que estuvo presente Gustavo III de Suecia. Louis-Marie Prudhomme escribió que para hacer sus modelos lo más exactos posibles, Bihéron contrataba a personas para robar cadáveres que guardaba en su jardín. Catalina II de Rusia compró parte de su colección para la Academia de Ciencias de San Petersburgo.
Amiga de Diderot, Bihéron también impartía clases de anatomía en su domicilio. Viajó en dos ocasiones a Londres en busca de trabajo con poco éxito, aunque su trabajo era apreciado por el anatomista William Hunter y su alumno William Hewson. Falleció el 18 de junio de 1795.